# Isaberrysaura
Isaberrysaura mollensis
Genre
Espèce
Isaberrysaura est un  genre éteint de dinosaure ornithischien du Jurassique moyen d'Argentine.
Ce genre contient une espèce unique, Isaberrysaura mollensis, connue par un spécimen fossile découvert en Patagonie (Argentine), dans la formation géologique de Los Molles, datée du Bajocien inférieur, de la zone à ammonites à Sonninia altecostata, soit il y a environ 170 millions d'années.

## Étymologie
Le nom du genre Isaberrysaura a été créé en l'honneur d’Isabel Valdivia Berry qui a découvert le matériel holotype.
Son nom spécifique, composé de moll[es] et du suffixe latin -ensis, « qui vit dans, qui habite », lui a été donné en référence au lieu de sa découverte, Los Molles dans la province de Neuquén en Argentine.

## Publication originale
- (en) Leonardo Salgado, José Ignacio Canudo, Alberto C. Garrido, Miguel Moreno-Azanza, Leandro C A Martínez, Rodolfo Coria et José Manuel Gasca, « A new primitive Neornithischian dinosaur from the Jurassic of Patagonia with gut contents », Scientific Reports, Macmillan Publishers et NPG, vol. 7,‎ 16 février 2017, p. 42778 (ISSN 2045-2322, OCLC 732869387, PMID 28202910, PMCID 5311864, DOI 10.1038/SREP42778, lire en ligne).